# Pseudodysstroma albovenosata
Pseudodysstroma albovenosata là một loài bướm đêm trong họ Geometridae.